# Mahmoed
Mahmoed of Machmoed (Arabisch: محمود) is de Nederlandse transliteratie van een Arabische naam die afkomstig is van de Arabische radicaalstam Ḥ-M-D ("lof" of "glorie") en "lofwaardig", "erenswaardig" of "prijzenswaardig" of letterlijk "de geprezene" betekent. De naam komt voor in het grootste deel van de islamitische wereld en is ook een van de vele bijnamen van de islamitische profeet Mohammed. De naam wordt zowel als voornaam als als achternaam gebruikt en de vrouwelijke vorm (alleen in voornamen) wordt nooit met 'oe', maar alleen met 'u' of 'ou' geschreven; Mahmouda of Mahmuda.
De Perzische schrijfwijze is Mehmoud, de Russische Махмуд (Machmoed). Andere schrijfwijzen zijn bijvoorbeeld Mahmud, Mahmut, Mahmoud, Mahmout, Mahmad, Mehmood en Mahmood.

## Personen
Mahmoed
- Mahmoed Mohammad Taha (1909-1985), Soedanees politicus en islamitisch ideoloog

Mahmoud
- Mahmoud Abbas, president van de Palestijnse Autoriteit
- Mahmoud Abdul-Rauf, Amerikaans basketbalspeler
- Mahmoud Ahmadinejad, president van Iran
- Mahmoud al-Majzoub (1965-2006), Palestijns terrorist
- Mahmoud Darwish (1941-2008), Palestijns dichter
- Alessandro Mahmoud, Italiaans zanger
- Younis Mahmoud, Iraaks voetballer

Mahmud
- Mahmud van Ghazni (heerste 997-1030), heerser over het Ghaznavidisch Rijk
- Mahmud Khalji van Malwa (heerste 1436-1469), heerser over het Centraal-Indiase islamitische vorstendom Malwa
- Abid Hamid Mahmud al-Tikriti, Iraaks presidentieel secretaris onder Saddam Hoessein

Mahmut
- Mahmut I (1696-1754), Ottomaanse sultan
- Mahmut II (1785-1839), Ottomaanse sultan
- Mahmut Celal Bayar (1883-1986), Turks president
- Mahmut Hanefi Erdoğdu, Turks voetballer
- Mahmut Şevket Pasja (1856-1913), Ottomaans officier en grootvizier